# میمی حفیده
میمی حفیده (زادهٔ ۲۶ اوت ۱۹۶۵) شاعر، روزنامه‌نگار و هنرمند تجسمی الجزایری است. او در سال ۲۰۱۰، جایزهٔ محمد دیب را برای مجموعه‌داستان خود، افسانه‌های اوراس دریافت کرد.
افسانه‌های اوراس مجموعه‌ای از داستان‌ها است که همگی به دغدغه‌های کودکان و به‌ویژه رنج‌های آنان می‌پردازند. حفیده همچنین به‌عنوان روزنامه‌نگار در رادیو اوراس در باتنه فعالیت داشته است.
حفیده به‌عنوان مجسمه‌ساز نیز شناخته می‌شود، به‌ویژه برای آثار خود که از سنجاق قفلی ساخته شده‌اند. مشهورترین اثر او یک چیدمانی از سنجاق‌های قفلی است که تصویر زنی را خلق کرده است.